# Mi vida con ellas
Mi vida con ellas es el segundo disco doble de canciones en vivo del cantante argentino Fito Páez del año 2004. Fue lanzado oficialmente el 8 de diciembre de ese año. El título de este trabajo hace alusión a las mujeres que de una forma u otra formaron parte en la vida del artista.

## Disco 1
Muestra como arte de tapa a Fabiana Cantilo, Charito Gómez, Divina Gloria, Romina Ricci, Ana Álvarez de Toledo, Jorgela Argañaraz y Macarena Amarante.
Las canciones que lo componen son:
1. Lo que el viento nunca se llevó - Luna Park , Buenos Aires - 16/11/1996
2. 11 y 6 - Teatro Gran Rex , Buenos Aires - 18/11/1999
3. Un vestido y un amor - Estadio Centenario , Montevideo, Uruguay - 11/12/1999
4. Absolut Vacío - Teatro Gran Rex , Buenos Aires - 29/11/2003
5. Al lado del camino - Town Hall, New York , EE. UU. - 27/09/2000
6. El amor después del amor - Montreaux Jazz Festival Montreaux, Suiza - 08/07/1994
7. Aguas de marzo - Río de Janeiro - 11/06/2002
8. Dar es dar - Luna Park , Buenos Aires - 16/11/1996
9. Ciudad de pobres corazones - Teatro Gran Rex , Buenos Aires - 18/11/1999 - Con la participación de Gustavo Cerati y Charly García

## Disco 2
En esta oportunidad, las mujeres homenajeadas en la tapa son: Cecilia Roth, Fernando Noy, Dolores Fonzi, Claudia Puyó, Sonia Lifchitz, Rosario Delgado, Romina Cohn, Nora Lezano.
Las canciones que lo componen son:
1. Rey Sol - Estadio Obras Sanitarias - Buenos Aires - 01/12/2000
2. Naturaleza sangre - Teatro El Círculo - Rosario - 07/09/2004
3. Llueve sobre mojado - Palacio de los Deportes - Bogotá - 06/08/2003
4. Tumbas de la gloria - Conde Duque - Madrid - 06/07/2004
5. Tres agujas - Teatro El Círculo - Rosario - 07/09/2004
6. Cerca de la revolución - Estadio Obras Sanitarias - Buenos Aires - 01/12/2000 - Con la participación de Charly García
7. Las cosas tienen movimiento - Teatro El Círculo - Rosario - 07/09/2004 Con la participación de Luis Alberto Spinetta en voz y guitarra
8. Polaroid de la locura ordinaria - Conga Room - Los Ángeles - 14/09/2000
9. Mariposa tecknicolor - Instituto Cultural Cabañas - Guadalajara - 03/10/2002

- Datos: Q9032213